# Zāghehlū
Zāghehlū (persiska: زاغِهلو, زاغه لو) är en ort i Iran.   Den ligger i provinsen Zanjan, i den nordvästra delen av landet, 270 km väster om huvudstaden Teheran. Zāghehlū ligger 1 771 meter över havet och antalet invånare är 342.
Terrängen runt Zāghehlū är kuperad åt nordost, men åt sydväst är den platt. Runt Zāghehlū är det ganska glesbefolkat, med 34 invånare per kvadratkilometer. Närmaste större samhälle är Zarrīnābād, 14,9 km söder om Zāghehlū. Trakten runt Zāghehlū består i huvudsak av gräsmarker.